# Lancer
För bombflygplanet, se Rockwell B-1 Lancer.
Lancer är ett power metal/heavy metal-band som bildades i Arvika 2009
Bandets medlemmar kommer ursprungligen från olika delar av landet men bor och verkar nu samtliga i Karlstadsområdet. I starten studerade originalmedlemmarna samtliga vid Musikhögskolan Ingesund i Arvika och 2009 namngav de sig Lancer.
Efter en demo och en EP erbjöds Lancer att signera skivkontrakt för skivbolaget Doolittle med bas i Örebro. Det självbetitlade förstlingsalbumet släpptes 26 december 2012 i Japan och 18 januari 2013 i resten av världen.
Under februari månad 2014 påbörjade bandet inspelningen av uppföljaren till sitt debutalbum. Skivan består av tio låtar och beskrivs av bandet som åttiotals-metal med en mer kraftfull produktion. Skivan producerades av Gustav Ydenius som tidigare arbetat med bland annat Mustasch.
2015 släpptes bandets andra fullängdsskiva Second Storm under Despotz Records, även den producerat av Gustav Ydenius. Samma år supportade Lancer det tyska power metal bandet Freedom Call under dess Sverigeturné.
I samband med inspelningen av sitt tredje fullängdsalbum Mastery signades Lancer till tyska metal-skivbolaget Nuclear Blast Records. I början av 2017 agerade Lancer tillsammans med Gloryhammer support åt Hammerfall  under Bulid to Tour 2017 i Europa.
I juni 2018 meddelade Isak att han av personliga skäl hoppar av bandet. Den 12 juni 2020 meddelade bandet på Facebook att de valt in Jack L. Stroem som ny sångare i bandet. Stroem har tidigare haft ett soloprojekt och har även figurerat som lead-gitarrist i bandet Vandor.
Den 11 augusti 2023 släppte Lancer en ny skiva, den första med sångaren Jack L. Stroem, och enligt recensenter har Lancer den här gången gått mot ett mer klassiskt Heavy metal-sound och till viss del lämnat Power metal bakom sig.

## Medlemmar
Nuvarande medlemmar
- Fredrik Kelemen – gitarr (2009– )
- Emil Öberg – basgitarr (2012– )
- Ewo Solvelius – gitarr (2015– )
- Pontus Andrén – trummor (2019– )
- Jack L. Stroem – sång (2020– )

Tidigare medlemmar
- Björn Svensson – basgitarr (2009–2012)
- Peter Ellström – gitarr (2009–2015)
- Isak Stenvall – sång (2009–2018)
- Sebastian Pedernera – trummor (2009– )

## Diskografi
Demo
- 2010  – Reaching Higher

Studioalbum
- 2013  – Lancer
- 2015 – Second Storm
- 2017 – Mastery
- 2023 - Tempest

EP
- 2012 – Purple Sky

Singlar
- 2016 – "Iscariot"